# Неотерика Протекто
Неотерика Протекто — это лекарственные средства для собак и кошек против эндо-, эктопаразитов в виде лекарственной формы «Неотерика Протекто сироп» и «Неотерика Протекто таблетки» с сомнительной эффективностью и сомнительным происхождением. В марте-апреле 2022 г., сотни собак в России, после применения данного средства в форме таблетки получили тяжёлое токсическое отравление, многие из них со смертельным исходом.
В начале мая Россельхознадзор, который допустил эти препараты на рынок, проинформировал производителя ‒ АО "НПФ «Экопром» о необходимости проведения дополнительных исследований безопасности лекарственных средств «Неотерика Протекто сироп» и «Неотерика Протекто таблетки».
В качестве действующего вещества препараты «Неотерика Протекто» содержат моксидектин, который обычно применяют для борьбы с гельминтами. Увеличив дозу моксидектина до 1,5 мг на килограмм животного, производитель решил использовать препарат для борьбы с блохами и клещами. Однако Россельхознадзор заявил: «Согласно нашему расследованию, содержание препарата изначально завышено. Изначально. То есть это не производственный брак, это исключительно вопрос неграмотной инструкции и рецептуры. Кроме того, мы также не исключаем, что по итогам завершения нашего расследования, у производителя будет отозвана лицензия на производство препарата», — советник руководителя Россельхознадзора Юлия Мелано.
Инструкции утверждённые Россельхознадзором были включены в диссертацию, которая была вынесена на защиту в ФГБНУ ВИЭВ, после обращения ветврачей в прокуратуру о фальсификации подписи, спорная диссертация исчезла с сайта ФГБНУ ВИЭВ, но на сайте ВАК эта диссертация размещена. Осенью 2022 года диссертационный совет, выпустивший данную "диссертацию" был закрыт по приказу ВАК 